# August von der Heydt (banquier, 1801)
August baron von der Heydt, né le 15 février 1801 à Elberfeld, dans le Wuppertal actuel, et mort le 13 juin 1874 à Berlin, est un banquier et ministre prussien du commerce et des finances sous le roi Frédéric-Guillaume IV.

## Origines familiales

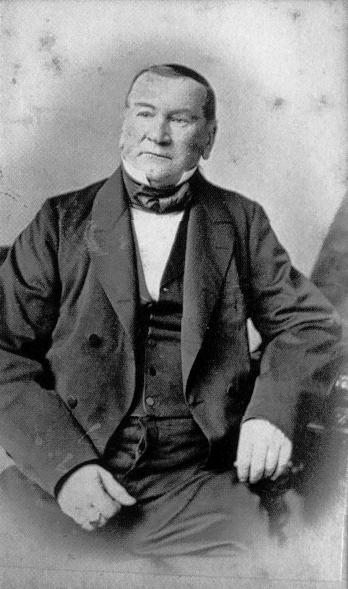
Portrait photo

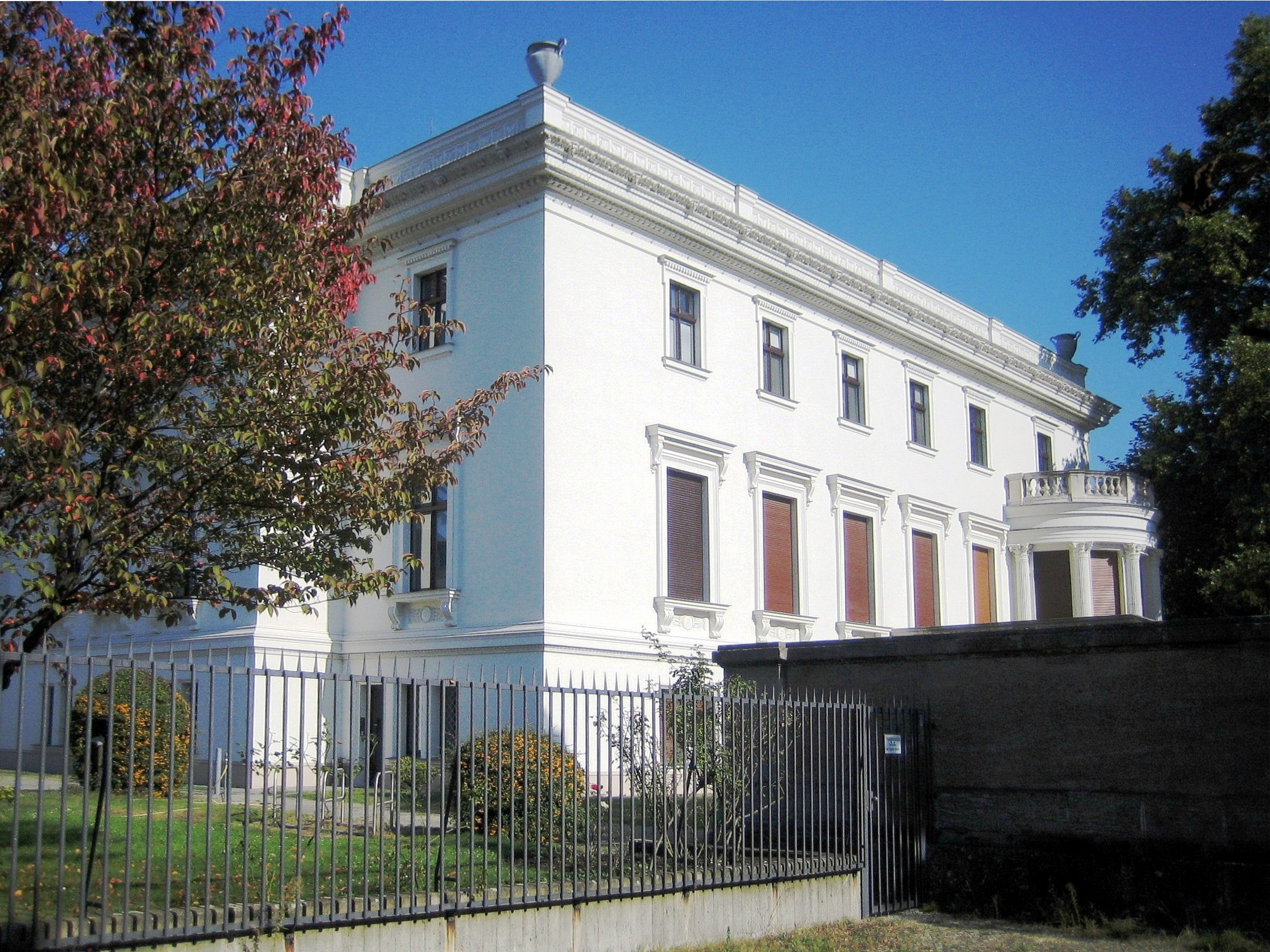
Villa von der Heydt, vue du sud-ouest

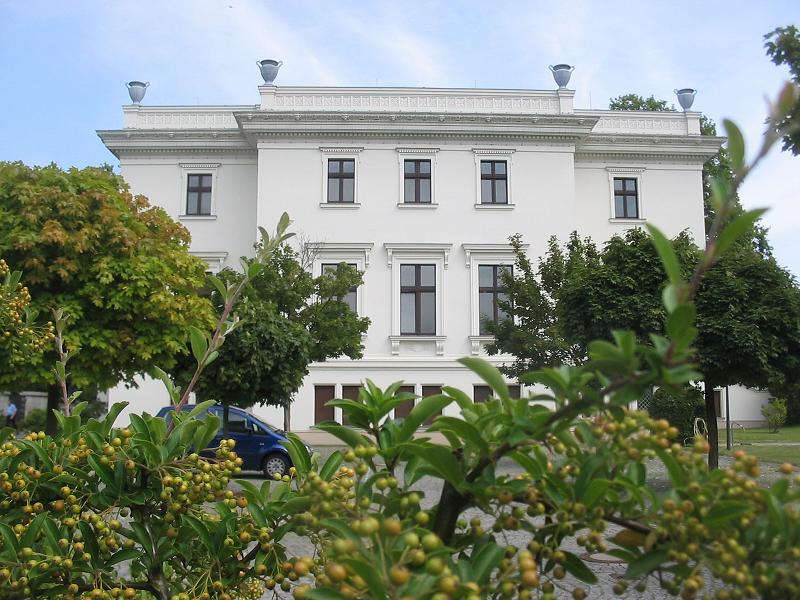
Villa von der Heydt, Tiergarten de Berlin, façade ouest

August von der Heydt est issu d'une famille de banquiers et de commerçants respectés. Son père est Daniel Heinrich von der Heydt (de) (1767-1832), banquier, conseiller municipal, maire et président du tribunal de commerce d'Elberfeld. Sa mère est sa femme Wilhelmine Kesten (1771-1854). Son grand-père Abraham Kersten (de) (1733–1796), originaire de Spangenberg en Hesse, est également banquier et marchand. Il fonde la banque Abraham Kersten en 1754, et prend Daniel von der Heydt comme associé en 1794, créant ainsi la banque von der Heydt-Kersten.

## Biographie
Après un séjour en Angleterre et en France, August von der Heydt reprend l'activité bancaire familiale avec l'aide de ses deux frères. Il se marie le 6 juin 1836 à Julie Blank (1804–1865), également originaire d'Elberfeld. Il montre un vif intérêt pour la vie politique de sa ville natale et est élu député au Parlement provincial de la province de Rhénanie en 1841, ainsi qu'au Parlement uni prussien en 1847. Il s'y démarque par son aptitude orale. En 1848, il est élu au Pré-parlement. Élu au Parlement de Francfort par les habitants d'Elberfeld à la fin de 1848, il entre dans le cabinet Brandenburg-Manteuffel le 4 décembre 1848, en tant que ministre du commerce, de l'industrie et des travaux publics. En 1858, il est également membre du cabinet Hohenzollern. Il administre son département avec énergie, et adopte une approche bureaucratique pour faire respecter les intérêts de l'État. C'est à cette époque que le village Von der Heydt près de Sarrebruck, la mine Von der Heydt à Herne et le puits Von der Heydt à Ibbenbüren prennent son nom.
Von der Heydt est enterré dans l'ancien cimetière Saint-Matthieu à Berlin-Schöneberg.

## Action politique
Bien que libéral par nature, et enclin de par ses origines familiales à soutenir les compagnies privées de chemin de fer, il se révèle être un fervent partisan du concept de chemin de fer d'État. Du fait de ses efforts, le ligne de Prusse-Orientale est initialement construite et exploitée aux frais de l'État, et plus tard, les chemins de fer d'État sont également considérablement élargis par des prises de contrôle et des acquisitions diverses. En 1850, il est membre de la Chambre du Peuple au Parlement de l'Union d'Erfurt.
À la suite de la démission des ministres Auerswald, Patow, Pückler, Schwerin et Bernuth du cabinet Hohenlohe le 17 mars 1862, von der Heydt est nommé ministre des finances. Quand Otto von Bismarck se joint au cabinet le 24 septembre 1862, von der Heydt quitte le cabinet et est élevé au statut de baron prussien (héréditaire) en janvier 1863. De 1855 à 1862 et de nouveau de 1863 à 1870, il est membre de la Chambre des représentants de Prusse, et de 1854 jusqu'à sa mort, il est membre du Conseil d'État de Prusse.
Peu de temps avant le déclenchement de la guerre austro-prussienne, le 5 juin 1866, il reprend la direction du ministère des finances pour la seconde fois et parvient à financer la campagne militaire sans avoir recours à l'emprunt. Il gère habilement les opérations financières qui aboutissent au rétablissement de l'armée, à la dotation du trésor public, etc. Mais lorsque le commerce commence à ralentir et qu'une partie du budget est transférée à la Confédération de l'Allemagne du Nord, August von der Heydt anticipe un important déficit budgétaire et exige la levée de nouvelles taxes au Reichstag et au Landtag, mais aucune n'est approuvée. Le 26 octobre 1869, il reçut l'Ordre de l'Aigle noir. Entre août 1867 et fin mars 1870, il est membre du Reichstag de la Confédération nord-allemande, mais ne rejoint aucun groupe parlementaire.